# Massacre de Suzhou

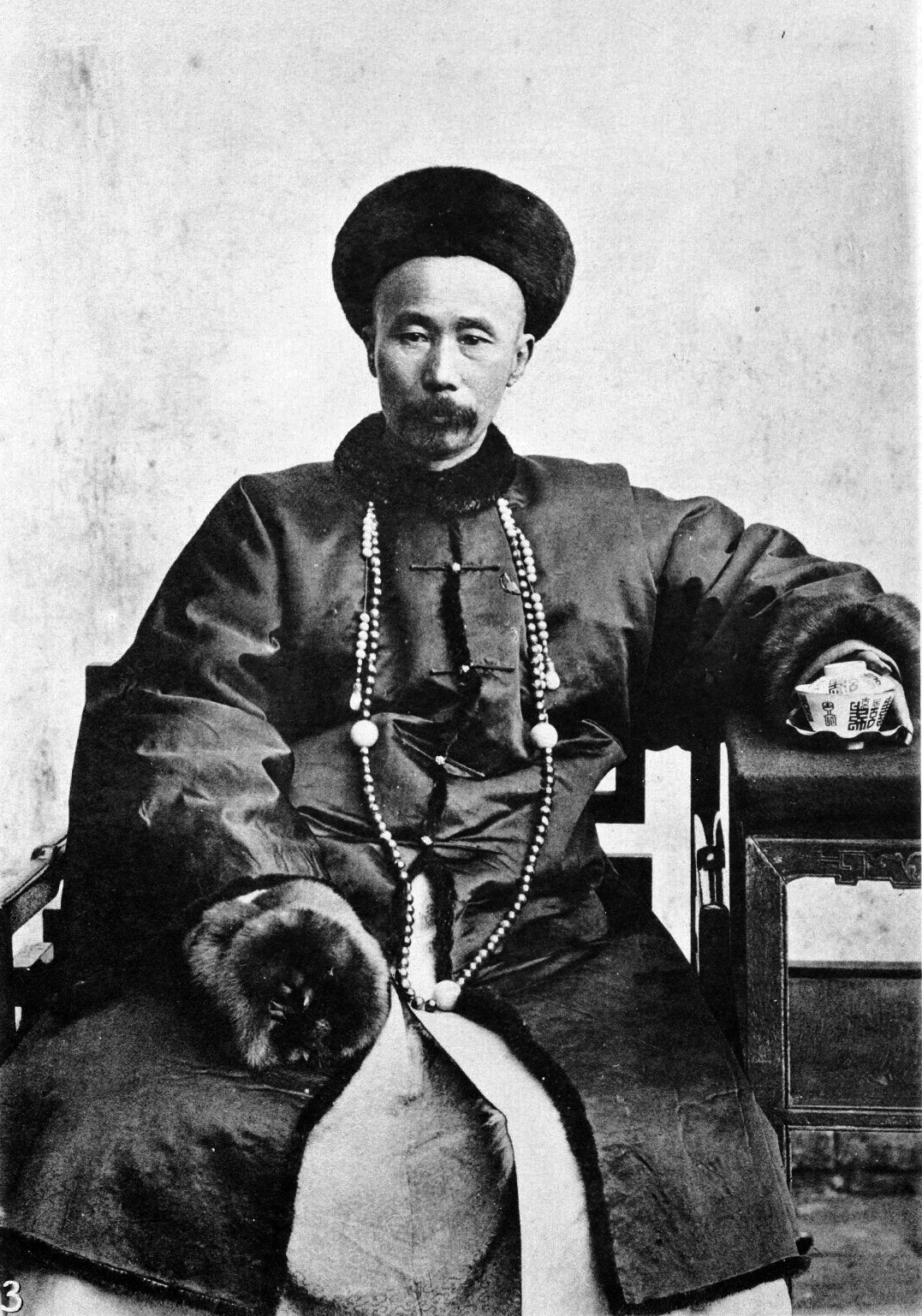
Li Hongzhang

Le massacre de Suzhou est un incident impliquant l'armée de Huai (en) menée par Li Hongzhang à Suzhou. 200 000 soldats Taiping se rendent en décembre 1863 mais Li ordonne la mort de 10 000 d'entre eux sur le site du Temple des Deux tours.